# Beatrix Lehmann
Pour les articles homonymes, voir Lehmann.
Beatrix Lehmann (1er juillet 1903 à Bourne End dans le Buckinghamshire – 31 juillet 1979 à Londres) est une actrice anglaise, directrice de théâtre et romancière.

## Biographie
Après une formation à la RADA (Royal Academy of Dramatic Art : Académie royale des arts dramatiques) elle fait ses débuts sur la scène en 1924 dans le rôle de Peggy dans The Way of the World au Lyric Theatre de Hammersmith. En même temps qu'elle poursuit au théâtre une carrière bien remplie, elle apparait dans des films et à la télévision, et elle écrit des nouvelles et deux romans dont Rumour of Heaven publié pour la première fois en 1934  (ISBN 014016166X). 
En 1946 elle devient directrice et productrice de la Compagnie théâtrale Arts Council Midland. 
En 1978, elle réussit une mémorable performance en interprétant le professeur Emilie Rumford dans l'épisode « The Stones of Blood » de la série télévisée Doctor Who. Elle joue également Susan Calvin dans deux épisodes de la série de science-fiction britannique Out of the Unknown. En 1979, elle joue Mrs Pleasant dans une version filmée de The Cat and The Canary. Avec d'autres rôles elle participe aussi à Z-Cars, L'espion qui venait du froid (The Spy who came in from the Cold), A Funny Thing Happened On The Way to the Forum, War and Peace (Guerre et Paix), Love for Lydia, L'Escalier (Staircase), et Crime and Punishment (Crime et Châtiment). 
Sa famille est connue pour avoir réussi dans la vie : elle est fille du député et humoriste Rudolph Chambers Lehmann, et son grand-oncle est l'artiste Henri Lehmann. Elle est la sœur de l'écrivain et éditeur John Lehmann, et de la romancière Rosamond Lehmann. 
Il y a 12 portraits d'elle à la British National Portrait Gallery.

## Sources
- (en) Cet article est partiellement ou en totalité issu de l’article de Wikipédia en anglais intitulé « Beatrix Lehmann » (voir la liste des auteurs).